# Colle di Tora
Colle di Tora és un comune (municipi) de la província de Rieti, a la regió italiana del Laci, situat a uns 50 km al nord-est de Roma i a uns 20 km al sud-est de Rieti. Es troba a la riba del Llac Turano. A 1 de gener de 2019 la seva població era de 359 habitants.
Colle di Tora limita amb els municipis següents: Castel di Tora, Poggio Moiano, Pozzaglia Sabina i Rocca Sinibalda.